# Julie Kůrková
Julie Kůrková, rodným jménem Marie Kůrková (10. prosince 1852 Mančice – okolo 1880?), byla česká studentka filosofie a feministka; spolu s Bohuslavou Keckovou a Annou Bayerovou jedna ze tří žen, které kvůli rakousko-uherské legislativě zakazující vysokoškolské studium žen odešly studovat univerzitu soukromě do Švýcarska. Během studia filosofie však onemocněla tuberkulózou a zemřela. Pokud by studium dokončila, stala by se druhou nebo třetí Češkou, která kdy dosáhla vysokoškolského vzdělání.

## Život
Narodila se v Mančicích u Kolína. Po absolvování základního vzdělání jí jako dívce rakouskými zákony nebylo umožněno řádné studium na gymnáziu. Po povolení od vídeňské vlády pak roku 1872 nastoupila na chlapecké c. k. První české gymnáziu na Starém Městě pražském a po dvou letech uzavřela jeho nižší stupeň. V Náprstkově Americkém klubu dam se seznámila s Bohuslavou Keckovou a Annou Bayerovou, které se obě se rozhodly ke studiu medicíny ve Švýcarsku. Bayerová byla zároveň spolužačka Kůrkové z vyššího ročníku.
V roce 1875 však studium přerušila a odjela do Curychu studovat na filosofické fakultě Curyšské univerzity, ke které byla přijata na základě přijímacího řízení s podmínkou, že maturitu složí dodatečně, tu pak dívky dokončily na švýcarském gymnáziu. Karlo-Ferdinandova univerzita v době, kdy se rozhodla pro studium humanitních a přírodních věd, ženy nepřijímala. V Curychu v té době studovaly také Kecková a Bayerová. Dívky žily z důvodu omezených prostředků nákladného studia v zahraničí často v nuzných podmínkách.

### Úmrtí
Během doby svého studia se Kůrková nakazila tuberkulózou, které, mezi lety 1877 a 1880, patrně ve Švýcarsku, podlehla.
O její smrti se mj. zmiňuje matka Anny Bayerové v jejich vzájemné korespondenci, kde matka Bayerová přesvědčuje dceru o zanechání studia z důvodu životních podmínek a zdraví, a uvádí právě příklad úmrtí Kůrkové (muselo tak k jejímu úmrtí dojít před dokončením studia Bayerové v listopadu 1881).

### Po smrti
Bohuslava Kecková a Anna Bayerová pak obě dokončily v letech 1880 a 1881 studium medicíny a působily mimo hranice Rakouska-Uherska, případně v Rakouskem okupované Bosně. Až do roku 1900 docházely dívky na přednášky na hospitační studium (bez statutu řádné posluchačky); v roce 1900 bylo novým zákonem dívkám umožněno skládat zkoušky za celou dosavadní dobu studia, řádné studium mohly ženy nastoupit až se vznikem Československa roku 1918.
První doktorkou filosofie se pak roku 1901 stala Marie Baborová a v následujících letech již počet univerzitně vzdělaných žen rostl.